# Phytomyza schlicki
Phytomyza schlicki är en tvåvingeart som beskrevs av Spencer 1976. Phytomyza schlicki ingår i släktet Phytomyza och familjen minerarflugor.
Artens utbredningsområde är Danmark. Arten har ej påträffats i Sverige. Inga underarter finns listade i Catalogue of Life.